# Nadežda Andreevna Obuchova
Nadežda Andreevna Obuchova (in russo Наде́жда Андре́евна Обу́хова?; Mosca, 6 marzo 1886 – Feodosia, 14 agosto 1961) è stata un mezzosoprano sovietico.

## Biografia
Nata a Mosca, crebbe nel governatorato di Tambov, dove da bambina si avvicinò alla musica ascoltando le canzoni popolari russe. Il suo bisnonno materno era il poeta Evgenij Abramovič Baratynskij. Poco dopo la sua nascita restò orfana di madre, e così assieme a sua sorella e a suo fratello crebbe presso la casa del nonno materno, il pianista Andrian Semënovič Mazaraki, il quale, essendosi accorto del talento di sua nipote, la introdusse alla musica classica europea e provvide alla sua istruzione.
Con il supporto di suo nonno, Obuchova si recò a studiare in Italia con sua sorella Anna. Qui visse in particolare a Roma, Venezia e Milano, e studiò con Eleonora Lipmann, allieva di Pauline Viardot. Nel 1906 tornò in Russia in seguito alla morte improvvisa di suo nonno, e l'anno successivo si iscrisse al Conservatorio di Mosca, dove studiò sotto la guida di Umberto Mazetti. Dopo aver completato gli studi nel 1912, iniziò a prendere parte a diversi concerti, e nel 1916 debuttò sulla scena operistica interpretando Polina ne La dama di picche di Pëtr Il'ič Čajkovskij al Teatro Bol'šoj. Fu una degli artisti di spicco del teatro moscovita assieme a Valerija Barsova, Ksenja Dzeržinskaja, Aleksandr Stepanovič Pirogov e Leonid Vital'evič Sobinov, tra gli altri.
La sua voce particolarmente flessibile e potente le permetteva di coprire un ampio numero di tonalità. Le sue espressioni drammatiche la resero nota in tutto il mondo. Tra i suoi ruoli più riusciti ricordiamo Carmen nell'omonima opera, Marfa in Chovanščina, Kaščeevna in Kaščej l'immortale, Clarice in L'amore delle tre melarance, Ljubaša ne La fidanzata dello zar e Amneris nell'Aida.
Obuchova si esibì in numerosi concerti interpretando canzoni del repertorio classico, russo e napoletano, dimostrando di saper cantare  in italiano, francese e spagnolo. Raccolse le sue memorie nella sua Vospominania, stat'i, materialy ("Ricordi, articoli, materiali"). Ricevette l'onorificenza di Artista del popolo dell'Unione Sovietica nel 1937 e il Premio di Stato dell'Unione Sovietica nel 1943. A lei è dedicato l'omonimo cratere su Venere.